# 埃爾皮羅
埃爾皮羅（西班牙語：El Piro），是巴拿馬的城鎮，位於該國西北部，由恩戈貝-布格雷特區的努魯姆區負責管轄，面積5.4平方公里，2010年人口586，人口密度每平方公里108.5人。